# 拉丁轴心

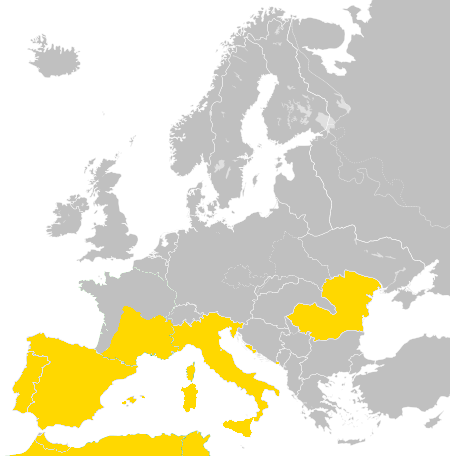
黃色國家為提議的拉丁軸心

拉丁軸心是第二次世界大戰期間，由歐洲的拉丁語族國家組成聯盟，該計畫是由羅馬尼亞副總理兼外交部長米海伊·安东内斯库向意大利提出的提議。聯盟將包括羅馬尼亞、意大利、維希法國、西班牙和葡萄牙。米海伊希望聯盟能夠成為平衡德國強大勢力範圍的重要力量。德國元首希特勒於1940年10月前往法國與西班牙接壤的昂達伊與佛朗哥會面，推動組成拉丁軸心以對抗英國，但最終未能實現。